# GLAAD Media Awards
GLAAD Media Awards – nagroda filmowa i telewizyjna wręczana corocznie od 1990 roku przez Gay & Lesbian Alliance Against Defamation w 40 różnych kategoriach. Przyznawana jest dla dzieł filmowych, które w pozytywny i ciekawy sposób zajmują się tematyką LGBT – oddzielnie dla produkcji w języku angielskim i w języku hiszpańskim. Dodatkowo przyznawane są również nagrody w dziedzinie literatury i mediów.

## Proces nominacji
Nominowani są wybierani przez jury nominacyjne GLAAD składające się z ponad 90 wolontariuszy, będących ekspertami w kategorii, którą oceniają. Jury nominacyjne może wybrać do pięciu nominowanych w każdej kategorii. Jeżeli żadne projekty nie zostaną uznane za godne nominacji w określonej kategorii, jury może zdecydować o nieprzyznaniu nagrody w tej kategorii. Pod koniec roku członkowie jury przedkładają listę rekomendowanych kandydatów pracownikom GLAAD i radzie do zatwierdzenia.
Oprócz monitorowania mediów przez jury, GLAAD zaprasza media do składania swoich propozycji. Kandydaci rozważani do nominacji są oceniani na podstawie czterech kryteriów: „Uczciwe, dokładne i integracyjne” – co oznacza, że reprezentowana jest różnorodność społeczności LGBT, „Odwaga i oryginalność” – co oznacza, że projekt otwiera nowe możliwości, badając tematykę LGBT w nietradycyjny sposób, „wpływ na kulturę” – co oznacza, że projekt wpływa na odbiorców, którzy mogą nie być regularnie narażeni na problemy LGBT, oraz „ogólna jakość” – projekt o wyjątkowo wysokiej jakości, który nadaje wpływ i znaczenie przedstawionym obrazom i problemom.

## Kategorie
Pierwsze doroczne nagrody zostały wyróżnione w 7 kategoriach konkursowych, wszystkie dla telewizji. Z biegiem lat kategorie konkurencyjne zostały rozszerzone, aby uwzględnić inne gałęzie mediów, w tym film, teatr, muzykę, media drukowane, media cyfrowe i reklamę, a także ustanowić dodatkowe kategorie uznające media hiszpańskojęzyczne i kategoria „Special Recognition” („Uznanie Specjalne”) dla przedstawień medialnych, które mogą nie spełniać kryteriów wcześniej istniejących kategorii.
Podczas gdy wiele kategorii zostało z czasem poszerzonych, kilka wczesnych kategorii zostało „scalonych” lub całkowicie wycofanych. Jednym z godnych uwagi przykładów jest pominięcie kategorii „Outstanding Daytime Drama” w 2011 roku, odzwierciedlającej stały spadek popularności oper mydlanych w języku angielskim. Począwszy od 2018 roku GLAAD rozpatruje nominacje w 27 kategoriach anglojęzycznych i 12 kategoriach hiszpańskojęzycznych, jednak jeśli żaden projekt w danej kategorii nie zostanie uznany za warty uznania, GLAAD może nie przyznać kategorii w tym roku.